# NGC 6164
NGC 6164 é uma nebulosa na direção da constelação de Norma. O objeto foi descoberto pelo astrônomo John Herschel em 1834, usando um telescópio refletor com abertura de 18,6 polegadas. 